# ГТ-СМ
ГТ-СМ (ГАЗ-71) — Гусеничный Транспортёр-Снегоболотоход Модернизированный (ГАЗушка, СТЕПАНИДА). В гражданской модификации более известен как ГАЗ-71. Быстроходный плавающий транспортер высокой проходимости, предназначенный для перевозки людей и грузов в условиях тяжелого бездорожья. Широко применялся в районах Крайнего Севера, Сибири и Дальнего Востока при геологоразведке, строительстве, нефтедобыче, обслуживании лесного хозяйства, а также в армии и погранвойсках. Имеет легкобронированную модификацию ГТ-МУ (ГАЗ-73) - Гусеничный Транспортер Медицинский Унифицированный.
Разработан конструкторским отделом Горьковского автозавода на базе гусеничного транспортёра ГТ-С (ГАЗ-47). Ведущий конструктор проекта В. П. Рогожин.  Производился с 1968 по 1985 годы на Заволжском заводе гусеничных тягачей, после чего был заменен на модернизированный вариант ГАЗ-3403, который выпускается до настоящего времени.

## История
Создание ГТ-СМ стало следствием глубокой модернизации предшественника - гусеничного транспортера капотной компоновки ГТ-С, который также, разрабатывался в конструкторском отделе Горьковского автозавода. Ведущий конструктор машины Владимир Петрович Рогожин осуществил полную перекомпоновку вездехода, разместив двигатель в середине машины между кабиной и десантным отделением и развернув его в обратную сторону. Это позволило заменить маломощный двигатель от ГАЗ-51 более мощным и тяжелым V-образным восьмицилиндровым ЗМЗ-53 и сделать практически идеальную развесовку, одновременно машина стала ниже и длиннее. Несмотря на возникшие неудобства, связанные с разделением кабины и десантного отсека, решение оказалось удачным и компенсировались значительным улучшением ходовых и амфибийных качеств вездехода.
Испытания ГАЗ-71 проходили на Кольском полуострове, в болотах Архангельской области и в республиках Средней Азии.
В 1968 году началось производство на новом Заводе гусеничных тягачей в городе Заволжье. После запуска в серию начались работы над армейской модификацией ГТ-СМ с противопульным бронированием ГТ-МУ (ГАЗ-73), предназначенной для эвакуации раненых с поля боя и выполнения других задач. Первоначально рассматривались два варианта: с полным и с частичным бронированием. В серию пошла машина с полным бронированием. ГАЗ-73 имел меньшие габариты и укороченную 5-катковую гусеницу, вместо 6-катковой у ГАЗ-71.
В процессе производства осваивается несколько модификаций ГТ-СМ: ГМП (1982 г.), ГТ-ПС (1983 г.) предназначенный для поиска аппаратов и спасения людей, ГТ-СМ-1 (1985 г.) с увеличенным дорожным просветом, автономностью и ресурсом движителя.
6 сентября 1985 года начался выпуск модернизированного ГАЗ-71, получивший новый индекс ГАЗ-3403. Основному изменению подверглась ходовая часть. Новая резинометаллическая гусеница стала менее шумной и имела ресурс 12 тысяч километров, вместо 5 тыс. км у старой модели. Был модернизирована торсионная подвеска катков. Увеличилась максимальная скорость до 60 км/ч и запас хода до 600 км. Также, на 25% возросла грузоподъемность. Первая промышленная партия ГАЗ-3403 сошла с конвейера к открытию XXVII съезда КПСС и до настоящего времени претерпела большое количество модификаций не принципиального характера.

17 февраля 1986 года начался выпуск модели ГАЗ-340341

## Описание
Транспортёр ГТ-СМ представляет собой плавающую снегоболотоходную гусеничную машину центральномоторной компоновки грузоподъёмностью в 1 тонну, предназначен для перевозки личного состава, различных грузов, буксировки прицепов (массой до 2000 кг), эвакуации раненых и для других потребностей войск в северных районах страны, а также для перевозки людей и народнохозяйственных грузов. Транспортёр может эксплуатироваться по всем видам дорог и по бездорожью с возможностью преодоления водных преград. Транспортёр рассчитан на эксплуатацию и безгаражное хранение при температурах окружающей среды от +40 до −50 °C.
Двигатель, сцепление и коробка передач вездехода унифицированы с автомобилем ГАЗ-66. 4-х ступенчатая коробка передач и 2-х ступенчатая раздаточная коробка в сумме дают 8 скоростей в трансмиссии. Ведущие звездочки 83-звенных гусениц расположены спереди, натяжные катки-ленивцы сзади. Зимой за ведущими звездочками могут устанавливаться специальные зубчатые ролики для очистки беговой дорожки гусеницы ото льда. Для повышения скорости и маневренности при движении по воде, осуществляющегося за счет перемотки гусениц, на переднюю часть крыльев могут быть установлены специальные гидродинамические кожухи.
Управление обычное для гусеничных машин. На каждой бортовой передаче установлена многодисковая сухая фрикционная муфта и ленточный тормоз сухого типа. Управление муфтой и тормозом каждого борта сблокировано и осуществляется соответствующим рычагом с места водителя. При движении рычага назад муфта отключает гусеницу от главной передачи, затем тормоз притормаживает ее.
Корпус вездехода цельносварной, герметичный, водоизмещающий с плоским гладким днищем. Двери кабины имеют резиновое уплотнение. Удаление воды из внутреннего пространства производится электронасосом производительностью 80 л/мин. Над крыльями в задней части платформы установлено 4 бензобака, 3 основных объемом 232,5 л и дополнительный на 77,5 л. Для эксплуатации в северных условиях предусмотрена термошумоизоляция кабины, отопители, обдув передних стекол теплым воздухом, эффективные стеклоочистители, утепленный тент грузовой платформы и предпусковой подогреватель двигателя.

## Развитие
Дальнейшим развитием стал ряд вариантов в разнообразных сочетаниях. Все эти модификации базовой ГАЗ-71 увеличили надежность и автономность машины, но вместе с тем её вес возрос до 5,3 тонны и удельное давление на грунт увеличилось с 0,17 до 0,21.

### ГАЗ-3403
Грузоподъёмность 1250 кг. Все торсионы «толстые» (на ГАЗ-71 — только в передней и задней трубе). Двойные лобовые стёкла. Увеличены топливные баки с 75 до 93 л, тормозные ленты на главной передаче заменены на более износостойкие.
Внешние отличия от ГАЗ-71: скошенные кожухи 93-литровых баков, стёкла боковых дверей на накладных болтовых рамках, крышка ГП на внутренних замках, венцы звёздочек − 13-зубые, на болтах, а не на заклёпках.
Выпускались с разными тентами кузова:
- Простой тент.
- Северный вариант — двойной, выше обычного, сзади дверь, такая же, как правая дверь кабины, 4 спальных места в кузове.
- Жёсткий высокий кузов с большой дверью, 4 спальных места.

Также выпускались варианты с гусеницей с резино-металлическим шарниром и с автономным отопителем в кузове.
Модификации:
- ГАЗ-34032 — поисково-спасательный с платформой сзади для приёма груза на плаву,
- ГАЗ-34033 — для погранслужбы c двумя генераторами, двумя группами аккумуляторов, медицинская, ремонтная со сварочным генератором.
- ГАЗ-34034 — установка в тот же корпус атмосферного дизеля Д-247.
- ГАЗ-34036/34037 (тент2/тент1) — версия с дизелем Д-247 и дополнительным задним катком. Плавучесть корпуса возросла.

Все эти машины имеют КПП (вместе с раздаточной коробкой) от автомобиля ГАЗ-66.
Так как число оборотов дизеля Д-247 меньше бензинового ЗМЗ-66, на дизельных машинах для достижения той же максимальной скорости были изменены передаточные числа в бортовой передаче и раздаточной коробке КПП. Звёздочка стала с 13 зубьями вместо 12, венцы более мощные, на болтах, а не на заклёпках, сама звёздочка на валу бортовой крепится не гайкой, а на трёх болтах через мощную шайбу.

### ГАЗ-34039
ГАЗ-34039 — выпускаемый в настоящее время вездеход с дизелем Д-245 с турбонаддувом, как на ЗИЛ-5301 «Бычок». Увеличилась мощность. 5-ступенчатая КПП и новая главная передача в блоке с раздаточной коробкой. Вместо правого переднего бака установлен автономный отопитель кузова. Сцепление и КПП от ГАЗ-33104 «Валдай». Визуальное отличие от ГАЗ-34037 — «грибок» воздухозаборника перенесён на левую сторону.
Грузоподъёмность — 1500 кг.

### ГТ-МУ
ГТ-МУ — легкобронированный гусеничный авиадесантируемый бронетранспортёр для армии минимальных габаритов. Очень манёвренная машина с жёстким живучим корпусом, но большим износом гусениц из-за веса. Броня толщиной около 6 мм вверх от кожухов баков, борт за гусеницей — 4 мм, (днище не бронировано — как на обычном вездеходе), фильтровентиляционная установка, бойницы, триплексы. Машина чуть ниже, длина меньше примерно на 0,7 метра, 5 катков вместо 6, как на ГАЗ-47, и такая же расстановка балансиров (спаренные балансирные трубы, как на ГТТ и ГАЗ-47), баки 93-литровые. Все агрегаты от ГАЗ-71, только торсионы от ГАЗ-47, соответственно, ширина машины меньше на 100 мм. Удельное давление 0,24.
Варианты:
- ГТ-МУ
- ГАЗ-3402
- ГТ-МУ-1 (с дизелем)
- ГАЗ-3402Д (с дизелем Д-245 с наддувом и дополнительным катком).

Известны модификации: санитарная с лебёдкой для вытаскивания раненых, химическая разведка, артиллерийский тягач, машина РЭБ.